# Erich Tilgenkamp

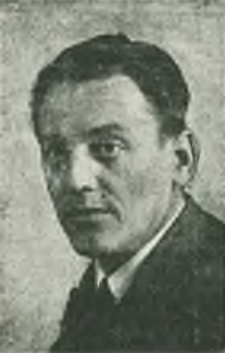
Erich Tilgenkamp

Erich Rudolf Tilgenkamp (* 18. April 1898 in Berlin; † 8. August 1966) war ein Schweizer Pilot, Journalist und Buchautor.

## Leben
Erich Rudolf Tilgenkamp wurde als Sohn des Schweizer Kaufmanns Eduard Julius Ludwig Tilgenkamp und dessen Ehefrau Klara Julie Elvira geb. Schützke in Berlin geboren.
Erich Tilgenkamp promovierte in Wirtschaftswissenschaften. Während des Zweiten Weltkriegs schrieb er eine mehrbändige Studie über die Schweizer Luftfahrt. Von 1925 bis zu seinem Tod war er Mitglied der Ballongruppe Zürich, deren Präsident er 11 Jahre lang war.

## Werke
- Auf 16000 Meter, 1933
- Flieger am Werk, 1935
- Schweizer Luftfahrt, Aero Verlag Zürich, 1941–1943[5]
- Reisen in ungewöhnliche Räume, Aero Verlag Zürich, 1956